# Merima Njegomir
Merima Njegomir (rođ. Merima Kurtiš, Zemun, 9. novembar 1953 — Beograd, 20. novembar 2021) bila je srpska pevačica narodne muzike, sa statusom istaknutog estradnog umetnika. Dobitnica je velikog broja priznanja, među kojima su: Vukova nagrada za doprinos srpskoj kulturi (jedina od pevača narodne muzike), Zlatna značka Kulturno-prosvetne zajednice, Nacionalni estradno-muzički umetnik Srbije i Zlatni mikrofon Radio Beograda, kao i preko dvadeset nagrada na brojnim muzičkim festivalima. Prva je od pevača narodne muzike održala koncert na Kolarcu. U toku karijere snimila je više od trideset nosača zvuka (studijskih albuma i singl-ploča) i otpevala čuvene hitove: Ivanova korita, Ruzmarin, Zbog tebe, Što je lepo kad se neko voli, Opilo nas vino, Da nije ljubavi tvoje, Pamtim još, Kad zaškripi kapija, Zelene su oči tvoje, Mezimica, Dok je majka živa bila... Osim komponovanih, njen repertoar čine i izvorne pesme šumadijskog, vranjanskog, crnogorskog i kosovskog melosa, sevdalinke, starogradske pesme, ruske pesme i romanse, kao i pesme na dvadeset stranih jezika, među kojima i na kineskom, hebrejskom, grčkom, italijanskom, mađarskom, francuskom...

## Biografija
Merima Njegomir je rođena kao Merima Kurtiš u naselju Kalvariji u Zemunu. Njen otac Adem, turskog porekla iz Ohrida, bio je usvojen kao dete. Majka Fatima rodom je iz Bijeljine. Roditelji su joj se razveli kad je završila osnovnu školu. Zbog razvoda roditelja propušta upisni rok u Zemunsku gimnaziju, te upisuje Turističku školu na Novom Beogradu. Nakon srednje škole, zavšrila je Višu turističku školu u Beogradu. Pred mikrofon je prvi put stala slučajno, pevajući nekoliko pesama za svoje društvo u pratnji orkestra Jasima Alagića u restoranu „Citadela”, a od 01. maja 1972. godine počinje da nastupa sa ovim orkestrom. Septembra 1972. godine upisuje srednju muzičku školu „Kosta Manojlović” u Zemunu, odsek solo pevanje u klasi profesorke Milice Popović. U Beogradu peva najpre u motelu "Romeo i Julija", potom u restoranima u Domu armije i palati Beograđanka. Dok je pevala u restoranu „Romanitar” primetio ju je Svetomir Šešić — Šele i pozvao da snimi probne snimke za Radio Beograd, od kojih pesme „Idem putem, pesma se ori” i „Bisenija” ostaju kao trajni snimci Radio Beograda. U komisiji koja ju je primila u Radio Beograd, bio je Cune Gojković.
1977. upoznaje Dragana Živkovića Tozovca, koji joj je komponovao prve dve pesme za album koji je objavio Jugoton. Od prvog albuma 1977. godine, snimila ih je preko dvadeset i pet, kao i nekoliko singl-ploča. Takođe, snimila je preko 100 trajnih snimaka izvornih pesama za Radio Beograd.
Godine 1979. Merima se udala za Milana Njegomira. Iste godine dobila je status slobodnog umetnika i postala majka — rodila je kćerku Ljubicu, a zatim još i Milicu i Jelenu, i sina Marka.
Dobitnica je niza priznanja, među kojima je najznačajnija Vukova nagrada za doprinos srpskoj kulturi, kao i Zlatni mikrofon PGP RTS-a, Zlatna značka Kulturno-prosvetne zajednice Srbije, Nacionalni estradno-muzički umetnik Srbije (najviše priznanje koje dodeljuje Savez estradno-muzičkih umetnika Srbije), Povelja udruženja muzičara džeza, zabavne i rok muzike, Specijalna nagrada Radio Beograda za doprinos očuvanju tradicionalne narodne muzike, nagrada „Carica Teodora” 2002. godine, Estradna nagrada Srbije. 2019. godine Savez estradno-muzičkih umetnika Srbije dodelio joj je Estradno-muzičku nagradu Srbije za životno delo. Od 1979. godine do danas učestvovala je na preko četrdeset pet muzičkih festivala i osvojila više od dvadeset prvih nagrada.
Najveći hitovi Merime Njegomir su: Ivanova korita, Ruzmarin, Zbog tebe, Što je lepo kad se neko voli, Opilo nas vino, Da nije ljubavi tvoje, Pamtim još, Kad zaškripi kapija, Zelene su oči tvoje, Bol bolujem, Mezimica, Samo jedna reč, Ljube mi se crne oči, Usamljena, A gde si ti.
Poznate su njene interpretacije tradicionalnih pesama: Zajdi, zajdi, Marijo, bela kumrijo, Sejdefu majka buđaše, Što si Leno na golemo, Svu noć mi bilbil prepeva, Jutros mi je ruža procvetala. Takođe, u svom repertoaru peva na dvadeset stranih jezika — hebrejskom, kineskom, turskom, grčkom, italijanskom, mađarskom, francuskom, engleskom, a naročito je poznata kao interpretatorka ruskih narodnih pesama i romansi.
Prva je od izvođača narodne muzike održala koncert na Kolarcu (1995) i jedna od retkih koja je u ovoj dvorani kasnije više puta priređivala koncerte. Koncertom na Kolarcu 2002. godine obeležila je trideset, a koncertima u Sava centru 2007. i 2012. godine trideset pet, odnosno četrdeset godina umetničkog rada.
Kao urednica narodne redakcije RTS-a, bila je posvećena projektima vezanim za snimanje, čuvanje i promociju tradicionalne muzike Srbije. Dobitnica je nacionalne penzije Republike Srbije. Imala je status istaknutog umetnika.
Preminula je od raka pankreasa 20. novembra 2021. godine. Sahranjena je 23. novembra 2021. u Aleji zaslužnih građana na Novom groblju u Beogradu.
Njena poslednja pesma „Ljubav traje” objavljena je na dan njene smrti.

## Rekli su o Merimi Njegomir
Kada slušam Merimu Njegomir kako peva, ja verujem da ona peva i kada ćuti. Jer ona peva dušom. Blago njoj. I svima koji je slušaju...— Dobrica Ćosić, književnik
Njeno interesovanje i umetnički dijapazon dosežu tako daleko da je vode u legendu, u nacionalnu elitu i trajnost.— Božidar Boki Milošević, magistar klarineta
Merima Njegomir je dragulj naše kulture i našeg muzičkog života.— Mihailo Marković, akademik
Znam mnogo pokušaja interpretacije čuvene pesme Zajdi, zajdi, ali malo onih koji se mogu porediti sa Merimom. Svojom interpretacijom ona bi rasplakala kamen.— Bora Dugić, virtuoz na fruli

## Nagrade i priznanja
- Vukova nagrada za doprinos srpskoj kulturi (2005)
- Zlatna značka Kulturno-prosvetne zajednice (1998)
- Nacionalni estradno-muzički umetnik Srbije (2020)
- Estradno-muzička nagrada Srbije za životno delo (2019)
- Zlatni mikrofon PGP RTS (1998)
- Estradno-muzička nagrada Srbije (2016)
- Estradna nagrada Srbije
- Pevačica godine 1996.
- Pevačica godine 1993, MESAM
- Pevačica godine 1991, Radio Beograd
- Pevač godine 1980, Politika ekspres
- Specijalna nagrada Radio Beograda za doprinos očuvanju tradicionalne narodne muzike
- Povelja udruženja muzičara džeza, zabavne i rok muzike (2000)
- Nagrada Studio B za visoku zastupljenost u programu
- Carica Teodora, Niš (2002)
- Ambasador pesme, Niš (2002)
- Zlatni mikrofon, Tv Jesenjin (2001)
- Prva nagrada TV Novosti -— Njihova prilika (1979)
- Grand Prix, Nagrada publike i Nagrada udruženih radio stanica, Mesam 1996.
- Mesam 1990. — prva nagrada
- Zlatni sabor — Mesam 1996.
- Zlatni sabor — Mesam 1989.
- Ilidža 1988. — Zlatni sabor
- Ilidža 1985. — treća nagrada publike
- Ilidža 1983. — treća nagrada
- Ilidža 1982. — nagrada novinara
- Ilidža 1980. — prva nagrada za interpretaciju
- Zlatna tamburica 1998.
- Zlatna tamburica 1992. — prva nagrada žirija
- Festival „Mlava peva” 1989. — prva nagrada
- Festival „Mlava peva” 1988. — prva nagrada žirija za interpretaciju
- Beogradsko proleće 2000. — prva nagrada publike
- Beogradsko proleće 1996. — treća nagrada publike
- Beogradsko proleće 1992. — prva nagrada publike
- Festival Valandovo 2018. — pobednik festivala
- Festival Valandovo 1987. — Zlatna plaketa grada
- Festival Vogošća 1986. — nagrada publike
- Festival Zlatiborska pesma 2005. — prva nagrada i nagrada za interpretaciju

## Festivali
- 1979. Hit parada — Samo jedna reč
- 1980. Ilidža — Uspomena još si samo, nagrada za interpretaciju
- 1982. Ilidža — Mezimica, prva nagrada žirija novinara
- 1983. Hit parada — Mezimica
- 1983. Ilidža — Samo tvoja i ničija više, druga nagrada publike
- 1984. MESAM — Noći jedne žene
- 1985. Ilidža — Opilo nas vino, treća nagrada publike
- 1985. Hit parada — Budi sa mnom bar još malo
- 1985. Manifestacija narodne muzike Sarajevo — Pesma majci
- 1985. MESAM - Opilo nas vino, treća nagrada publike
- 1986. Hit parada — Opilo nas vino
- 1986. Vogošća, Sarajevo — Još miriše jastuk beli, nagrada publike
- 1987. Hit parada — Uzmi me
- 1987. Ilidža — Svakog minuta i svakog trena (Želim da sam s' tobom)
- 1987. Vogošća, Sarajevo — Da zna nana što sam rasplakana
- 1987. Valandovo — Edna ljubav vo Strumica
- 1987. MESAM — Usamljena, prva nagrada
- 1988. Beogradsko proleće — Doleteće lasta jedna (Veče gradskih pesama i romansi)
- 1988. Mlava peva julu — Pevam, lutam, prva nagrada žirija za interpretaciju
- 1988. Ilidža — Dok sve cveta, naša ljubav vene, zlatni SABOR
- 1988. Vogošća, Sarajevo — Šta ću ja bez tebe
- 1989. Hit parada — Zaljubljena
- 1989. Mlava peva julu — Hej mladosti, na selo se vrati, prva nagrada žirija za interpretaciju
- 1989. Šumadijski sabor — Ne zanimam te
- 1989. MESAM — Da li ću biti od suza jača
- 1989. Valandovo — Edna ljubov vo Strumica
- 1990. MESAM — Koga da milujem ja, prva nagrada stručnog žirija za kompoziciju, tekst i aranžman
- 1990. Valandovo — Pak si peat drugarite
- 1990. Vogošća, Sarajevo — Ruža kraj plota
- 1991. Hit parada — Zbog tebe
- 1991. MESAM — Zbog tebe
- 1992. Beogradsko proleće — Mirno, mirno, srce moje (Veče gradskih pesama i romansi), prva nagrada publike
- 1992. Folk fest — Gorda zena
- 1992. Zlatna tamburica — Kad je cvao jorgovan, prva nagrada žirija
- 1993. Beogradsko proleće — Kud' me vodi ovaj život (Veče gradskih pesama i romansi)
- 1994. Hit parada — Ruzmarin
- 1995. Beogradsko proleće — Još ovu noć (Veče gradskih pesama i romansi)
- 1996. Beogradsko proleće — Nisam te zaboravila (Veče gradskih pesama i romansi), treća nagrada publike
- 1996. Ohridski trubaduri — Džumbus mašala
- 1996. MESAM — Bol bolujem, Grand prix i prva nagrada publike
- 1998. Zlatna tamburica — Magle, magle, prva nagrada za interpretaciju i prva nagrada
- 2000. Beogradsko proleće — Pevam, a srce plače, prva nagrada publike
- 2001. Zlatna tamburica — Za tobom moje srce žudi
- 2004. Vojvođanske zlatne žice, Novi Sad - Vojvođanska bajka
- 2005. Zlatiborska pesma — Ružo moja bela, prva nagrada, nagrada za interpretaciju[16]
- 2005. Tivat — Sitan biser sa đerdana
- 2006. Zlatna tamburica — Stiže zima, teško ciganima
- 2007. Vojvođanske zlatne žice, Novi Sad — Zapis na pesku
- 2008. Ilidža — Mezimica (Veče legendi festivala)
- 2008. Valandovo — Nie dvajca (duet sa Ninom Veličkovskim)
- 2010. Cetinje — Dva bijela goluba
- 2011. Vrnjačka Banja — Visine (duet sa Ivanom Canovićem), treće mesto
- 2015. Lira, Beograd - Ivanova korita (Gošća revijalnog dela festivala)
- 2018. Festival "Dragiša Nedović", Kragujevac - Obraše se vinogradi
- 2018. Ohrid Fest — Podaj samo raka (Veče folk muzike)
- 2018. Valandovo — Stari moj, pobednička pesma
- 2019. Festival sevdalinke TK - Snijeg pade na behar, na voće / Tebi majko misli lete (Gošća revijalne večeri festivala)

## Diskografija

### Singl-ploče
- 1978. Ja te zovem da se vratiš/Volela sam tebe, dragi (Jugoton)
- 1979. Hej, rodni kraju moj (Jugoton)
- 1979. Samo jedna reč (PGP RTB)
- 1979. Za rastanak oboje smo krivi/Srce moje kad voliš što patiš (Jugoton)
- 1980. Lune, lune (Jugoton)
- 1981. Kude si pošla, Cveto/Želimo svoj dom (Jugoton)

### Albumi
- 1981. Gde ste, moji srećni dani (Jugoton)
- 1982. Mezimica (PGP RTB)
- 1984. Noći jedne žene (PGP RTB)
- 1985. Opilo nas vino/Nema te (PGP RTB)
- 1987. Da nije ljubavi tvoje (PGP RTB)
- 1989. Zaljubljena (PGP RTB)
- 1989. Jutros mi je ruža procvetala (PGP RTB)
- 1990. Zbog tebe (PGP RTB)
- 1992. Moj Milane (PGP RTB)
- 1992. Gde si, dušo, gde si, rano (PGP RTB)
- 1993. Šta mi značiš (PGP RTS)
- 1994. Tamburice kad bi plakat' znale (PGP RTS)
- 1995. Pamtim još (PGP RTS)
- 1998. Bol bolujem (PGP RTS)
- 1999. Crnogorski biseri 1 (PGP RTS)
- 2001. Razbiće se čaša (Grand produkcija)
- 2002. Sedam noći (Grand produkcija)
- 2005. Vojvođanska bajka (PGP RTS)
- 2005. Pjesme iz Crne Gore (Goraton)
- 2006. Ružo moja bela (PGP RTS)
- 2008. Podmoskovske večeri (PGP RTS)
- 2012. Po rastanku (PGP RTS)
- 2012. Sevdalinke (PGP RTS)
- 2014. Magla padnala v dolina (Vranjski biseri) (PGP RTS)
- 2016. 'Ej, ljubavi stara (Biseri crnogorskog melosa) (Gold audio video)

### Kompilacije
- 1991. Merima Njegomir (PGP RTB)
- 2004. Zapisano u vremenu (PGP RTS) — 3× CD

### Videografija
- 1996. Solistički koncert, Zadužbina Ilije M. Kolarca, 23. мај 1995. (PGP RTS)
- 1997. Starogradske i izvorne pesme (PGP RTS)
- 1998. Pesmom da ti kažem — solistički koncert u Sava centru (PGP RTS)
- 1998. Vidovdanska rukovet — zadužbina Ilije M. Kolarca 28. jun 1998. (PGP RTS)
- 2004. Vidovdanska rukovet — live solistički koncert (PGP RTS)
- 2009. Solistički koncert Sava centar 2007. (PGP RTS)

## Koncerti u Beogradu
- 1990. Radnički univerzitet "Braća Stamenković"
- 1992. Dom sindikata
- 1993. Dom sindikata
- 1995. Kolarac, 23. maj 1995.
- 1997. Kolarac, 01. jun 1997.
- 1998. Sava centar, 08. maj 1998.
- 1998. Kolarac, 28. jun 1998. — Vidovdanska rukovet
- 2002. Kolarac — povodom 30 godina umetničkog rada
- 2004. Kolarac, 28. jun — Vidovdanska rukovet
- 2007. Sava centar — povodom 35 godina umetničkog rada
- 2012. Sava centar, 16. mart — "Pesme mog života", povodom 40 godina umetničkog rada
- 2013. Madlenianum
- 2015. Kolarac, 19. mart

## Spoljašnje veze
- „Merima Njegomir: Svadba za pamćenje („Helo”)”. 20. jul 2011. Архивирано из оригинала 22. 08. 2012. г.